# Mandoumba
Mandoumba est un village de la région du Centre du Cameroun. Le village est localisé dans l'arrondissement (commune) de Matomb, département du Nyong-et-Kéllé. Il faut noter que c'est le village du Célèbre basketteur américain d'origine camerounaise Joel Hans Embiid.

## Géographie
Le village de Mandoumba est situé à 60 km environ de Yaoundé sur l'axe qui lie la capitale Yaoundé à la ville de Douala.

## Population et société
Après la démission de Sa Majesté Eone Ndje Pierre, la chefferie de Mandoumba connaît 17 ans de vacance de pouvoir jusqu'en 2008. À la suite de sa désignation le 6 mai 2006 par consultation, Sa Majesté Eone Eone Raphaël est installé comme chef traditionnel de 3e degré du village Mandoumba, le 28 décembre 2008, par le préfet du département du Nyong-et-Kéllé.
Mandoumba comptait 1 156 habitants lors du dernier recensement de 2005. La population qui est constituée pour l’essentiel de Bassa devient cosmopolite. Les deux grands groupes religieux sont les catholiques et les protestants. D'autres groupes religieux font leur entrée progressivement.
Le village possède une chapelle : l’église catholique Sainte Martin. Mandoumba dispose d'un Centre de Santé Développé, maternité pour la région.
Le 1er mai 1983, le curé de la paroisse de Mandoumba, l'abbé Joseph Yamb est assassiné dans le village par trois bandits. Cet assassinat est considéré comme l'un des plus grands crimes qu'ait connus l'Église catholique.
L’Église Protestante Camerounais (EPC) dispose d'une grande chapelle juste avant d’accéder au lycée de Mandoumba. Son école primaire protestante a été transformée en une école publique qui a formé plusieurs générations d'élèves.
Les activités économiques sont : l'agriculture, le commerce, le transport par moto-taxi.